# Historia de la yerba mate
El consumo de yerba mate (Ilex paraguariensis) se extendió en Sudamérica durante el Imperio español, desde la zona que poblaban los guaraníes (parte del actual Paraguay, norte de Argentina y regiones cercanas de Brasil) en el siglo XVI. Cabe aclarar que el pueblo Kaingang y los guaraníes indígenas ya eran consumidores de yerba mate antes de la llegada de los españoles.
Los káingang fueron los primeros consumidores de yerba mate. En la antigüedad no procesaban las hojas, sino que las consumían frescas. Las enhebraban en un hilo que ataban a su cintura, y las iban comiendo a lo largo de la jornada.
Por su parte, los guaraníes fueron los primeros productores de yerba mate  y perfeccionaron sucesivos procesos de elaboración como ser el Barbacuá Mbyky y el Barbacuá Yvaté.

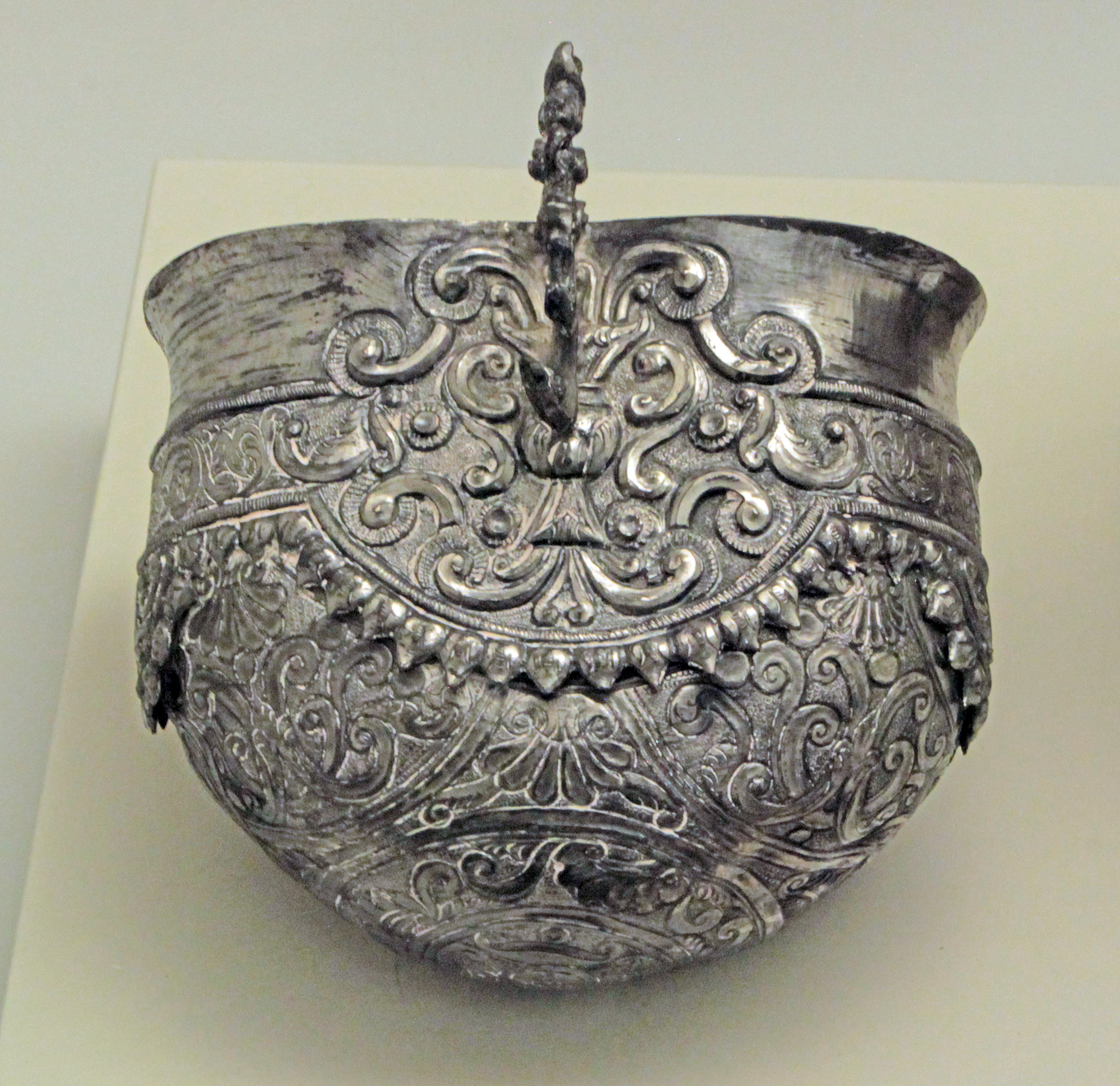
Mate de plata hecho en el en la Provincia de Charcas.

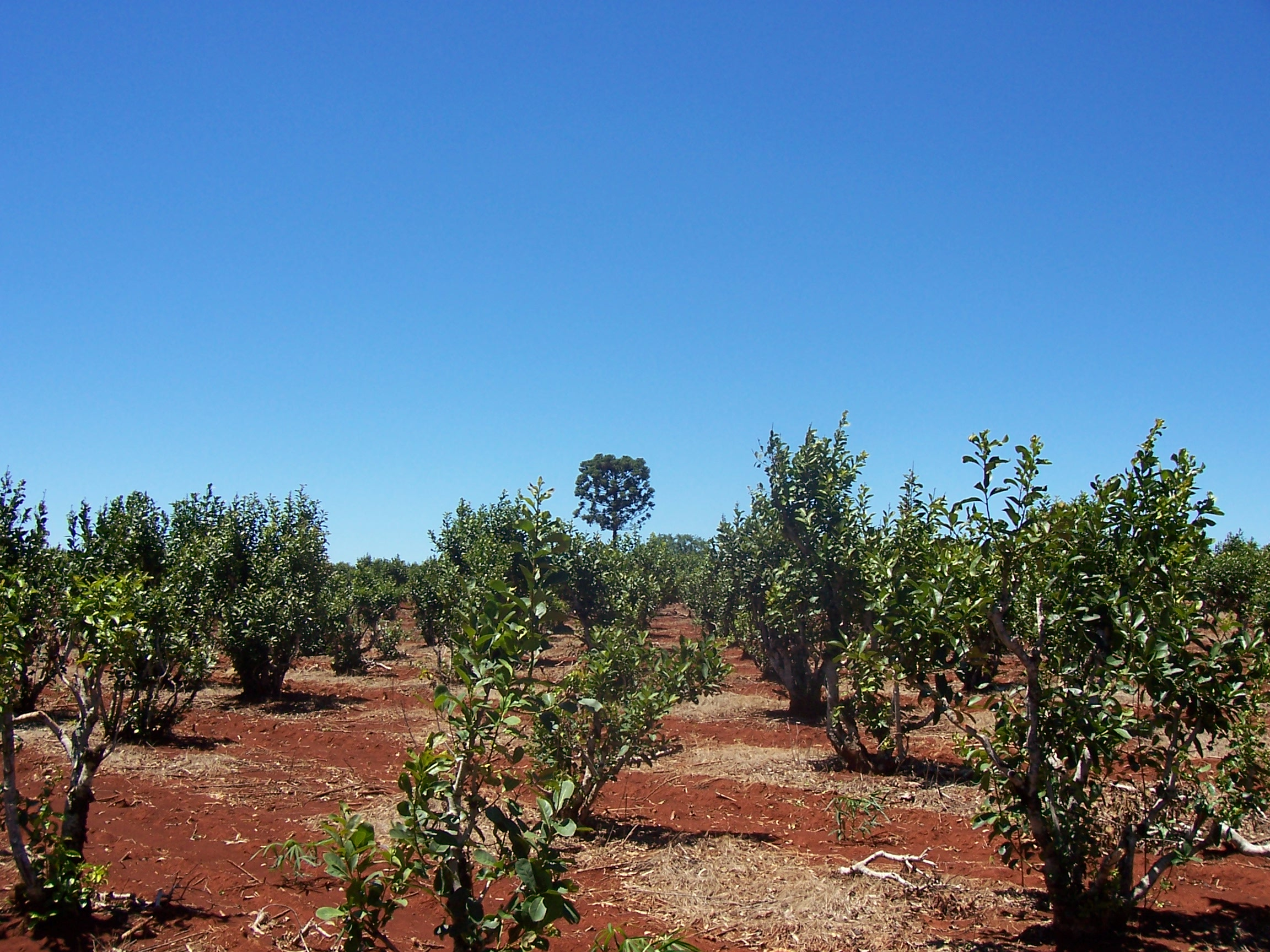
Plantación de yerba mate en la actualidad. (Provincia de Misiones, Argentina).

Durante el dominio español, la cosecha de yerba mate de plantas silvestres se llevó a cabo con mano de obra indígena. El consumo de mate se difundió en el siglo XVII, llegando a la región del Río de la Plata y de allí a Chile y Perú. El consumo generalizado de yerba mate convirtió a la yerba en el principal producto de Paraguay por encima de otras mercancías como el tabaco. 
Los primeros antecedentes asocian a los franciscanos Luis de Bolaños y Alonso de San Buenaventura, quienes fundaron las primeras reducciones y trabajaron en las plantaciones de yerba durante la segunda mitad del siglo XVI. A mediados del siglo XVII, los jesuitas lograron domesticar la planta y establecieron plantaciones en las reducciones jesuíticas, lo que desató una fuerte competencia con los recolectores de la región (actual Paraguay, Noreste de Argentina y zonas aledañas de Brasil) que únicamente cosechaban plantas silvestres.
Tras la expulsión de los jesuitas en la década de 1770, las plantaciones entraron en decadencia, al igual que los secretos jesuíticos sobre la domesticación. La industria siguió siendo de primordial importancia para la economía paraguaya después de la independencia, pero el desarrollo en beneficio del Estado paraguayo se detuvo después de la Guerra de la Triple Alianza (1864-1870) que asoló el país, tanto económica como demográficamente. Brasil se convirtió entonces en el primer productor de yerba mate.
En proyectos de brasileños y argentinos en el siglo XX y finales del siglo XIX la planta fue domesticada una vez más, gracias a los estudios iniciales del franco-argentino Carlos Thays que elaboró un nuevo método para lograr que la germinación se hiciese a escala industrial, abriendo así el camino para los sistemas de plantación moderna. Cuando los empresarios brasileños volcaron su atención en el café en la década de 1930, la Argentina — que había sido el principal consumidor — se convirtió también en el mayor productor, avivando la economía de la provincia de Misiones, donde los jesuitas habían tenido una vez la mayor parte de sus plantaciones.

## Uso temprano
Antes de la llegada de los españoles en el pueblo guaraní, autóctono de la zona de distribución natural de la planta, se sabe que se consumía yerba mate, al menos para propósitos medicinales. Restos de yerba mate también se han encontrado en una tumba quechua cerca de Lima, Perú, y por lo tanto se ha sugerido que la yerba estuvo asociada a prestigio.
Los primeros europeos que se establecen en las tierras de los guaraníes y de la yerba mate fueron los españoles que fundaron Asunción en 1537. La nueva colonia se había desarrollado con poco comercio y contacto con el exterior lo que hizo que los españoles establecieran contactos de fluidos más allá de las relaciones laborales con las tribus locales. No está claro exactamente cuando los españoles comenzaron a tomar mate, pero se sabe de fines del siglo XVI que se consume ampliamente.
Por 1596 el consumo de yerba mate como bebida se había vuelto tan común en Paraguay que un miembro del cabildo de Asunción, escribió al gobernador del Río de la Plata Hernando Arias de Saavedra:

"el vicio y mal hábito de tomar mate se ha extendido tanto entre los españoles, sus mujeres y niños, que a diferencia de los indios que se contentan con beber una vez al día la toman de forma continua y aquellos que no lo beben son muy raros."

El mismo autor de la carta llegó a afirmar que los colonos venden sus prendas de vestir, armas y caballos y se endeudan para obtener la yerba mate.

### Los mates más antiguos
Para conocer los primeros momentos en la historia del Mate como infusión de la Yerba Ilex paraguariensis A.St.-Hil. 1822, tenemos que remitirnos a la historia de la ciudad de Santa Fe. Los primeros utensilios y los más antiguos conocidos en el Planeta Tierra, se encuentran en esta ciudad y fueron excavados en el sitio arqueológico de Santa Fe la vieja. Mucho antes de que se usaran los utensilios que hoy conocemos, los indígenas bebían la infusión en forma de té, agregándole agua caliente o fría a la yerba mate. El recipiente utilizado era el "bernegal", hecho de calabaza grande (Cucurbita moschata) cortada por el medio mientras con el labio superior impide que la yerba pase a la boca sorbiéndola entre los dientes: "ellos beben el agua entre los dientes delanteros como por un chupador" decía Florian Paucke. Los españoles luego, introdujeron el uso de una suerte de cuchara de metal llamada "apartador" con el cual detienen la yerba molida mientras sorben el té. Con el paso del tiempo, el bernegal de calabaza, sería reemplazado por vasijas de arcilla cocida con la misma forma de la media calabaza. En las excavaciones llevadas a cabo en el sitio arqueológico de Cayastá, se encontraron restos del bernegal de arcilla con decorados, tal como los elaborados en la Santa Fe colonial. Estos utensilios pueden ser considerados los más antiguos antecesores conocidos de los mates que hoy utilizamos para la infusión de Ilex paraguariensis. Posteriormente entre ciertas clases sociales dentro del ambiente urbano, se introduce el uso del mate o calabaza pequeña (Lagenaria siceraria) utilizada junto a la bombilla, consistente en un "un cañito de madera o alguna caña" según nos revela Dobrizoffer.

### La llegada del mate a Europa
La historia de la yerba mate y su reafirmación en la cultura popular como alimento nativo, tuvo a la ciudad de Santa Fe como una de las protagonistas principales. Esto se debe a que el 31 de diciembre de 1662, a solicitud de Santa Fe y de Asunción, se establece como puerto preciso a Santa Fe obligando a las embarcaciones del Paraguay que cumplieran su registro en Santa Fe, "siendo una de sus causas principales del pedido por la Asunción, el que como los marineros que conducían las embarcaciones eran todos naturales de aquella provincia, con la mayor distancia de su país o por inclinación novedosa de los ánimos, no dejaran su natural residencia desamparando a sus mujeres e hijos" . Así mediante cédula real, se obligaba a desembarcar en Santa Fe, toda mercadería proveniente del Paraguay para ser distribuida hacia el mundo, entren ellas, la Yerba Mate, destinada a Chile y el Alto Perú. Los españoles observaron que a los guaraníes, el mate los fortificaba para el trabajo y en caso de necesidad les servía de alimento. Hacia 1714, su uso se había extendido a Bolivia y Chile. Los británicos de Chile (que se ocupaban de la trata de esclavos traídos de África) vieron que también beneficiaba a los negros, lo probaron y lo llevaron a Londres, donde fue muy bien recibido. Incluso se pensó en reemplazar el tradicional uso del té por esta bebida, ya que era más provechosa e incluso más barata; pero como las misiones jesuíticas del Paraguay eran su único productor, y el comercio del té les reportaba tan buenas ganancias, se desechó la idea.

## Siglo XVII
A principios del siglo XVII, la yerba mate se convirtió en el principal producto de exportación de los territorios guaraníes, por sobre el azúcar, el vino y el tabaco que habían dominado anteriormente. El gobernador de Río de la Plata, Hernando Arias de Saavedra, se opuso a comienzos del siglo XVII a la industria de la yerba mate en desarrollo, considerando su consumo como un mal hábito, poco saludable, y que gran parte de la mano de obra indígena se consumía en las faenas. Hernando Arias de Saavedra ordenó poner fin a la producción en la Gobernación del Río de la Plata y al mismo tiempo buscó la aprobación de la Corona española para sus medidas; pero ésta rechazó la prohibición, así como también lo hicieron los colonos involucrados en la producción, que nunca cumplieron con la orden.
A diferencia de otras especies ricas en alcaloides encontrados por los europeos en la era de los descubrimientos como el cacao y el café, la yerba mate no era especie domesticada y llegó a ser explotada a partir de rodales silvestres hasta el siglo XIX, aunque los jesuitas domesticaron la planta por primera vez en a mediados del siglo XVII.
Hasta 1676, durante el auge de la industria, el principal centro de producción de la yerba mate fue el pueblo indio de Maracayú al noreste de Asunción. En Maracayú, en medio de bosques ricos en yerba mate, colonos de Asunción dominaron la producción. Maracayú llegó sin embargo a ser el lugar de un largo conflicto cuando colonos de las ciudades de Villa Rica del Espíritu Santo y Ciudad Real del Guayrá comenzaron a moverse hacia el área Maracayú, que los antiguos pobladores consideraban como suya.
En 1630, el conflicto se agravó cuando los pobladores de Villa Rica y Ciudad Real y las misiones jesuíticas del Guairá tuvieron que huir a la zona de Maracayú debido a los ataques de los colonos portugueses de São Paulo. En el área de Maracayú nuevos pobladores hicieron de la yerba mate su principal fuente de ingresos, lo que provocó un conflicto con los colonos de Asunción; ésta sólo terminó en 1676, cuando las hostilidades de los colonos portugueses convirtieron a Maracayú en una expuesta zona fronteriza. Los pobladores de Maracaýu se trasladaron al sur, formando la ciudad moderna de Villarrica y transformaron sus nuevas tierras en el nuevo centro de la industria del mate.
El conflicto entre los viejos y nuevos pobladores en Maracayú coincidió con la extensión del consumo de yerba mate fuera de la colonia de Paraguay, primero en el centro de comercial del Río de la Plata y de allí al Alto Perú (actualmente Bolivia), Bajo Perú y Chile. convirtiéndose en un producto importante en muchas ciudades coloniales de América del Sur. En el transcurso del siglo XVII, los impuestos sobre la yerba mate se convirtieron en una importante fuente de ingresos en el Paraguay, Santa Fe y Buenos Aires donde se cobraban grandes impuestos a la yerba. Algunos de los impuestos aplicados fueron el diezmo, la alcabala y los impuestos municipales a de las ciudades por donde pasaba. En 1680 la Corona española impuso un impuesto especial a la yerba mate, destinado a financiar obras de defensa de Buenos Aires y su guarnición.
El desplazamiento hacia el sur de Villarrica de la producción llevó a Asunción a perder su posición de puerto único de exportación aguas abajo a las ciudades de Santa Fe y Buenos Aires. Cuando la producción estaba centrada en Maracayú el transporte abajo del río Paraná era difícil y por lo tanto, la yerba era trasladada a través del río Jejuy a Asunción el río Paraguay, que era navegable durante todo el trayecto hasta el Río de la Plata. El gobierno local de Asunción intentó, sin éxito, hacer pasar toda la yerba producida al norte del río Tebicuary por la ciudad pero la Corona española así como los pobladores de Villarrica ignoraron los reclamos.

## Expulsión de los jesuitas y redescubrimiento de su producción industrial

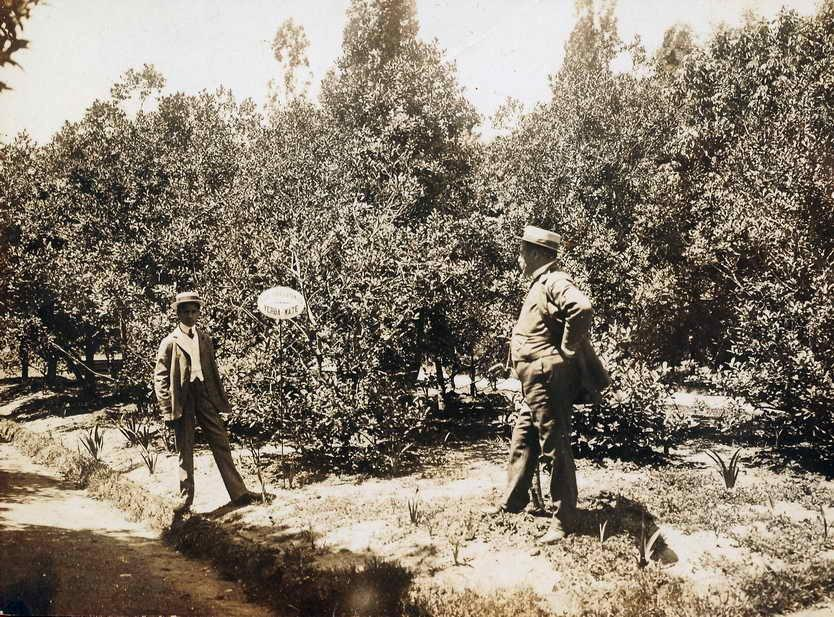
Thays observando plantas de yerba mate en el Jardín Botánico (colección Thays).

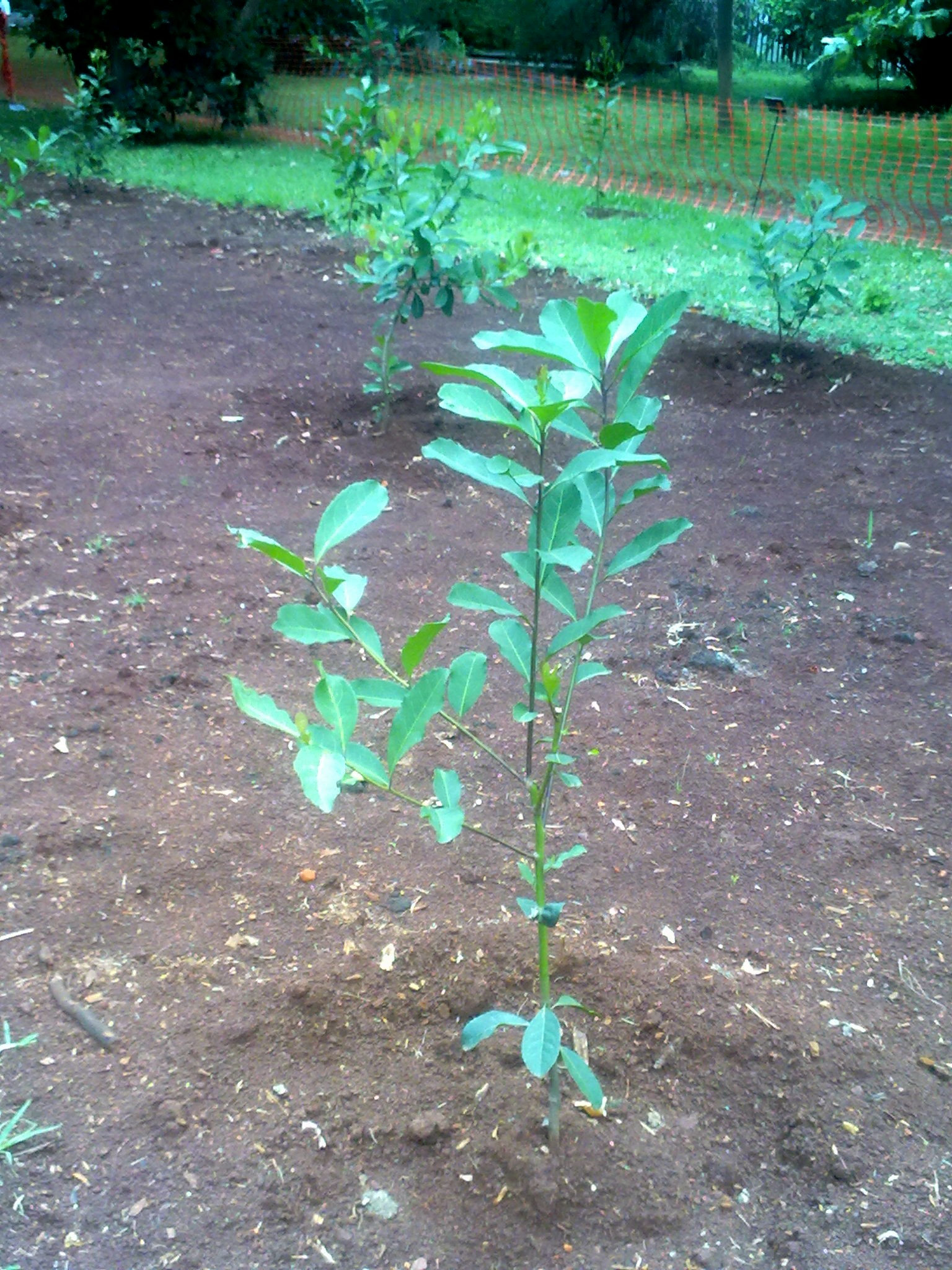
Planta de yerba mate en el Jardín Botánico de Buenos Aires. En este lugar Thays ensayó el método científico para lograr su producción industrial.

A fines del siglo XVIII, luego de la expulsión de los jesuitas, los yerbales se fueron perdiendo como explotación productiva. Su reposición se hizo difícil pues se desconocían los métodos que habían permitido a los jesuitas producir la germinación a escala industrial.
En Chile, donde el hábito de beber mate había tomado terreno firme durante la época colonial, su popularidad fue dando paso lentamente después de la independencia a bebidas populares en Europa, el café y el té que ingresaron al país a través de sus puertos cada vez más concurridos. La expansión del consumo de té y café en Chile, en detrimento del mate, se inició en las clases altas. La primera cafetería de Chile apareció en Santiago en 1808. El botánico alemán Eduard Friedrich Poeppig describió en 1827 una familia adinerada en Chile donde los ancianos bebían yerba mate con bombilla mientras que los más jóvenes preferían el té chino. La tendencia a la disminución del consumo de mate fue notada en 1875 por el cónsul británico Rumbold, quien dijo que "las importaciones de té paraguayo" estaban "disminuyendo constantemente". La yerba mate era en general más barata (precio por kilo de 1871 a 1930) que el té y el café y siguió siendo popular en las zonas rurales de Chile. A pesar de un relativo declive, la importancia social del mate fue suficiente en la ciudad portuaria de Coquimbo para que a principios del siglo XIX surgiera un tipo estilísticamente distinto de mate conocido como mate coquimbano. Aspectos del estilo del mate coquimbano se difundieron en la vecina región andina de Argentina. La yerba mate era ampliamente consumida en las zonas frías y montañosas de Chile, así como en el sur del país. De hecho, la yerba mate era uno de los suministros básicos que se encontraban en los refugios de montaña establecidos en la década de 1760 como parte del sistema postal trasandino.
Con la devastación del Paraguay en la guerra de la Triple Alianza y de la escasa producción argentina, Brasil se convirtió a finales del siglo XIX el principal productor de yerba mate. En la década de 1890 se empezaron a desarrollar plantaciones de yerba mate Mato Grosso do Sul.
En la Argentina, ante la necesidad de importar la yerba desde Brasil y Paraguay para satisfacer el consumo interno y la manera en que se arrasaban los yerbales existentes para cosechar sus hojas, el paisajista franco-argentino Carlos Thays investigó los métodos de germinación de las semillas. Esto ya había sido enunciado por el naturalista Aimé Bonpland, quien había vivido en las misiones jesuitas, pero sus estudios se habían perdido.
En 1895 Thays recibió las primeras semillas y gajos de yerba mate. Los gajos no prosperaban pero observó como maduraban las semillas en el aparato digestivo de las gallinas e introdujo un método que imitaba a la naturaleza al hacerlas germinar sometiéndolas a una prolongada inmersión en agua a elevada temperatura. Al respecto Thays explicaba:

La Yerba Mate, cuyo producto se utiliza en gran cantidad en la mayor parte de las naciones sudamericanas, alcanza una producción elaborada de cien millones de kilos (...) La bebida estimulante que se extrae proviene de la disecación y de la pulvericación de sus hojas, produciéndose un polvo con el que se hace una infusión por medio de utensilios especiales y de una gran simplicidad (...) hace aproximadamente quince años y después de haber realizado una cierta cantidad de experiencias, utilicé con éxito en el Jardín Botánico el modo bien simple de preparar los granos mediante una inmersión especial cuya receta ha sido publicada. Obtuve así un gran número de ejemplares que se pueden denominar domésticos que producen granos que germinan, aunque un poco lentamente, sin ninguna preparación.

Comenzó así a difundirse su metodología, que llegó a publicarse en el Boletín de la Sociedad Nacional de Agricultura del Paraguay. Debido al éxito obtenido, la Dirección de Agricultura y Ganadería de la Nación Argentina confirmó la eficacia del sistema Thays y lo divulgó en la región Noroeste del país.

## SigloXX
A partir del siglo XX en la producción argentina de yerba comenzó a resurgir desde menos de 1 millón de kilogramos por año en la cosecha en 1898 a 20.000.000 kg en 1929 únicamente en la provincia de Misiones. Argentina puso en marcha en la primera mitad de ese siglo un programa estatal para poblar la provincia de Misiones y dar inicio a la industria yerbatera. Para este propósito se dispusieron parcelas de tamaño familiar para colonos extranjeros, la mayoría de ellos procedentes de Europa Central y Oriental. En la década de 1930 la producción brasileña se tornó hacia la producción de café, que era más rentable, dejando a la industria argentina como el mayor productor.

Inmigrantes sirios y libaneses en Argentina extendieron la costumbre de tomar mate a sus países de origen, de dónde viene la particularidad de estar asociado con los drusos.